# 多治見修道院
多治見修道院（たじみしゅうどういん）は、岐阜県多治見市にあるカトリック神言修道会（神言会）の修道院である。

## 概要
日本人司祭と修道士の育成を目的に、ドイツ人のモール神父の手によって、カトリック神言修道会の日本管区の本部修道院として設立された。
神言会の宣教の拠点が名古屋市に移されてからは、併設の修練院を中心に神言会の神学生の修練の場所となっていた。2025年時点では修道院としての機能は縮小され、多治見教会としての使用にとどまっている。

## 概況
木造地上3階、地下1階のバロック建築。床面積は約3,000m2。
敷地面積は約30,000m2。
敷地内には、カトリック多治見教会、ブドウ畑などがある。

## 沿革
- 1930年（昭和5年） - カトリック神言修道会日本管区の本部修道院として設立される。
- 1948年（昭和23年） - 敷地内のカトリック多治見教会が多治見駅近くに移転する。
- 1962年（昭和37年） - カトリック神言修道会の本部を名古屋市に移す。多治見修道院は、引き続き、神言会の宣教師の修道生活と修練の場として維持される。
- 1978年（昭和53年） - カトリック多治見教会が多治見修道院の敷地内に再度移転する。
- 1989年（平成元年） - 研修センターが完成。
- 2015年（平成27年） - 研修センターに、旅館業法における簡易宿所としての許可が交付される。
- 2023年（令和5年）3月 - 研修センターを閉鎖。

## 所在地
- 岐阜県多治見市緑ヶ丘38番地

## 交通

### 公共交通機関
- JR中央本線・太多線 多治見駅より徒歩で約30分。
- ききょうバス：オリベ観光ルート（土・日・祝日運行）で「修道院」下車、徒歩ですぐ。

### 自動車
- 中央自動車道 多治見ICより国道248号経由、国道19号「上山町2」交差点を北上。

## その他
- 多治見修道院の地下にはワインの醸造、貯蔵設備がある。敷地内のブドウ畑で収穫されたブドウはここで醸造されワインとなる。製造開始は1933年（昭和8年）で、「修道院ワイン」と名づけられている。太平洋戦争時の輸入ワイン不足の際、全国の教会にミサ用ワインとして供給されたという。
- 併設の売店には「修道院ワイン」はじめ、ガレット、クッキーなどを販売している。
- この修道院が一時存亡の危機に陥った時、多治見市民や地域の青年会議所が修復保存運動に立ち上がり、危機を脱したというエピソードがあった。2025年時点では老朽化が深刻になっており、建物を管理するカトリック神言修道会日本管区は解体する方針を打ち出したが、それを知った多治見市は耐震調査の費用負担に乗り出したと岐阜新聞が報じた。